# جورج شكور
جورج حنا شكور (1935 - 3 سبتمبر 2024)، هو شاعر لبناني، وهو ابن بلدة «شيخان» «بلدة المئتي كتاب» في مدينة جبيل في لبنان، ولد فيها وتربى في بيت قديم إلى جانب كنيسة قديمة تعلم فيها تعاليم المسيحية وجمعها بالقيم والتعاليم الاسلامية تحت سنديانة معمّرة قرأ في ظلالها نهج البلاغة، حتى أصبحت البلاغة نهجاً في حياته، وقرأ في ظلالها القرآن الكريم، وأحب الأدب وكتبه شعراً بعدما رضعه من والدته التي أحبت الشعر وكتبته دون أن تتعلم حرفاً. متزوج وله ثلاث أبناء: لواء، غسّان وهالة.

## التعليم والمهنة
حاصل على شهادة الليسانس في الأدب العربي، عمل في التدريس، وعيّن رئيساً لدائرة اللغة العربية في كلية الشرق الأوسط في لبنان، والأمين العام المساعد لاتحاد الأدباء والكتاب اللبنانيين، نشر في العديد من الصحف والمجلات اللبنانية، كما شارك في العديد من الأمسيات الشعرية، أسّس نادياً ثقافياً في قريته شيخان.

## جورج شكور واللغة العربية
تحدّث جورج شكّور عن أهميّة اللّغة العربيّة، لا سيّما بالنسبة إلى المسلمين. فهي وعاء القرآن الكريم، فضلاً عمّا تتمتّع به من سحر وألق، كما أنّ حروفها محصورة العدد وهي أكثر أبجديّات العالم إيجازاً. كما وابتكر حروفاً إضافية حتّى تصبح أبجديّة عالميّة.
وشدّد أيضاً على ضرورة التّفريق بين اللّغة والحرف، أو فصل اللّغة عن الحرف، وموضوع الحرف أكثر انتشاراً في العالم. اطلع جورج شكور على الشعر العربي منذ جاهليته حتى نهضته، وكان حظه كبيراً لأنه عرف الكبار من شعراء العربية وأدبائها، وصادقهم صداقة مودة ومنهم الأخطل الصغير، والشاعر القروي رشيد سليم الخوري، وأمين نخلة، وبولس سلامة، وسعيد عقل، وعمر أبوريشة، ونزار قباني، ونجيب جمال الدين، وعبد الكريم شمس الدين، والشيخ عبد الله العلايلي، وأحمد الصافي النجفي، والجواهري، وغيرهم.

## الشعر في حياته
الشعر في حياة جورج شكور عالم من الفرادة المستقلة بالموهبة الربانية والرهافة الحسية، يقع في المساحة الخاصة بين الذاتية والرؤيوية عند الشعراء ليتشكل بنية جمالية يكثر المعجبون بها لا سيّما وأنها من انسيابيات هذا الشاعر الذي دخل مع الحاء العربية مدارات شعرية ألزمته لقب شاعر الحاءات الثلاث: حب، حرية، حكمة. الحب لعروس شعره الملهمة التي تعيش في خياله، الجميلة المكونة من كل الجمالات التي يراها. أما الحكمة فبالتأكيد نضجت بعد سنه هذا وقد خصص قسماً من شعره لها وللحرية اللتين تبرزان في ديواني «زهرة الجماليا» و«ملحمة الحسين». أما الشاعرفهو مخلوق متفرد بجهاز عصبي رهيف متميز بخياله وصفائه وروحه السامية المحبة للمثل والقيم والإنسانية كما يحتاج إضافة إلى ذلك عدة شاعريته أي الصرف والنحو والبلاغة ومعرفة العروض والخوض في الجمال.

## أعماله
- ديوان «وحدها القمر» (1971).[7]
- ديوان «أشرعة الرحيل» 1984.[8]
- ديوان «زهرة الجماليا» (1992).[7]
- ديوان «همسات للحلوين» شعر شعبي1978.[9]
- ديوان «مرآة ميرا» 2004.[7]
- ديوان «عنهم وعني» 2009.[5]
- كتاب «البيان».[10]
- تحقيق «الموسوعة الشوقية» التي تضم آثار «أمير الشعراء» أحمد شوقي الشعرية والنثرية.[10]
- ديوان ملحمة الأمام الحسين 2001، ترجم للفرنسية.[11]
- ديوان «ملحمة الرسول (ص)» والذي تضمن 67 قصيدة تشكل أبرز المحطات في تاريخ الرسول الأكرم (ص) منذ ولادته وحتى ارتحاله إلي الرفيق الأعلى.[12]
- ديوان «ملحمة الأمام علي»، كتب مقدّمته سيادة المطران العلاّمة جورج خضر 2007.[3]
- غنت له الفنانة الراحلة سلوى القطريب وجنفياف يونس ولحن له إيلي شويري ووديع الصافي.[5]
- إنشودة مرتلة للسيدة العذراء.[13]